# Майская ГРЭС
Майская ГРЭС — выведенная из эксплуатации тепловая электростанция, расположенная в поселке Майский Хабаровского края. Обеспечивала энергоснабжение Советско-Гаванского района и теплоснабжение поселка Майский. Одна из старейших электростанций на Дальнем Востоке России (введена в эксплуатацию в 1938 году). Входила в состав филиала «Хабаровская генерация» АО «Дальневосточная генерирующая компания» (входит в группу РусГидро). Закрыта в 2023 году.

## Конструкция станции
Майская ГРЭС представляла собой паротурбинную тепловую электростанцию с комбинированной выработкой электроэнергии и тепла. Установленная мощность электростанции на момент вывода из эксплуатации составляла 6 МВт, установленная тепловая мощность — 15,4 Гкал/час. Тепловая схема станции выполнена с поперечными связями по основным потокам пара и воды. В качестве топлива использовался каменный уголь различных месторождений. Основное оборудование станции включало в себя:
- Турбоагрегат № 3 мощностью 6 МВт, в составе паровой турбины АК-6 с генератором Т2-6-2, введён в 1954 году;

Пар для турбогенератора вырабатывали три котла ТС-35 и три котла ТС-35У. Выдача электроэнергии в энергосистему производилась через закрытые распределительные устройства (ЗРУ) напряжением 10 и 35 кВ по следующим линиям электропередачи:
- ВЛ 35 кВ Майская ГРЭС — ПС Южная с отпайкой на ПС РП-1 (Т5Ф);
- ВЛ 35 кВ Майская ГРЭС — ПС Эгге — ПС Центральная (Т2Ф);
- ВЛ 35 кВ Майская ГРЭС — ПС Эгге (Т15Ф);
- ВЛ 35 кВ Майская ГРЭС — ПС Тишкино с отпайкой на ПС Капитуль (Т3Ф);
- ВЛ 35 кВ Майская ГРЭС — ПС РП-4 с отпайкой на ПС РП-1 (Т4Ф);
- ВЛ 35 кВ Майская ГРЭС — ПС Кислородная (Т1Ф);
- КЛ 10 кВ Майская ГРЭС — ПС ТП-30 (Д3Ф);
- КЛ 10 кВ Д7Ф;
- КЛ 10 кВ Д6Ф;
- КЛ 10 кВ Д4Ф;
- КЛ 10 кВ Д9Ф;
- КЛ 10 кВ Д8Ф;
- КЛ 10 кВ Д14Ф.

## История строительства и эксплуатации
Строительство Майской ГРЭС (в то время называвшейся ДЭСНА — Дальневосточная электростанция специального назначения) было начато в 1935 году, первый агрегат мощностью 3 МВт был введен в эксплуатацию в 1938 году, в 1940 году — еще один агрегат той же мощности и два котла. В 1952 году было начато строительство второй очереди станции, в 1955 году ее мощность достигла 18 МВт. Станция постоянно расширялась, с 1974 года был начат монтаж газотурбинных установок, в итоге к 1989 году мощность Майской ГРЭС достигла 96 МВт (36 МВт на паровых турбинах, 60 МВт на газовых турбинах). В 1990-х годах была введена в эксплуатацию ВЛ-220 кB Комсомольск-на-Амуре-Селихино-Ванино, что позволило присоединить к ЕЭС России изолированный Советско-Гаванский энергорайон и снизить нагрузку на Майскую ГРЭС. В результате вывода из эксплуатации части устаревшего оборудования мощность станции снизилась до 78,2 МВт.
Оборудование Майской ГРЭС было введено в эксплуатацию в 1954—1966 годах (паротурбинная часть) и 1983—1988 годах (газотурбинная часть), к настоящему времени сильно изношено и устарело. После ввода в эксплуатацию в 2020 году новой Совгаванской ТЭЦ начался процесс вывода Майскую ГРЭС из эксплуатации, на первом этапе в 2020 году было остановленогазотурбинное оборудование — четыре газовые турбины ГТГ-1А с генераторами Т2-12-2, введённые в 1978—1989 годах. В 2022 году были выведены из эксплуатации два паротурбинных турбоагрегата мощностью по 12 МВт (турбины К-12-35, генераторы Т2-12-2), а также дизель-генератор АПДС-200 мощностью 0,2 МВт. В 2023 году, после реализации замещающих мероприятий (строительство Майской котельной и подстанции 35/10 кВ «Май») Майская ГРЭС была окончательно выведена из эксплуатации.